# Iris fulva
Iris fulva är en irisväxtart som beskrevs av Ker Gawl. Iris fulva ingår i släktet irisar, och familjen irisväxter. Inga underarter finns listade i Catalogue of Life.

## Bildgalleri

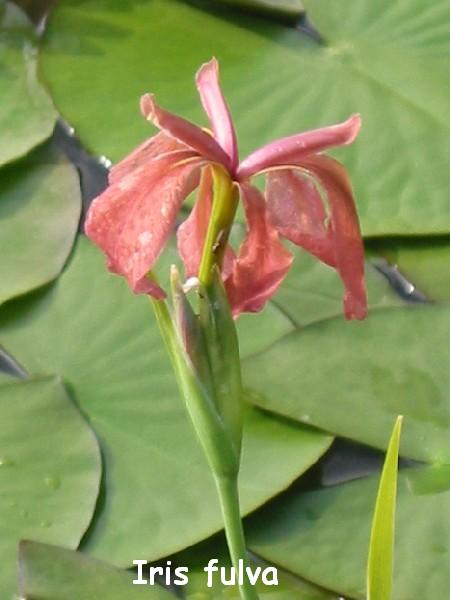
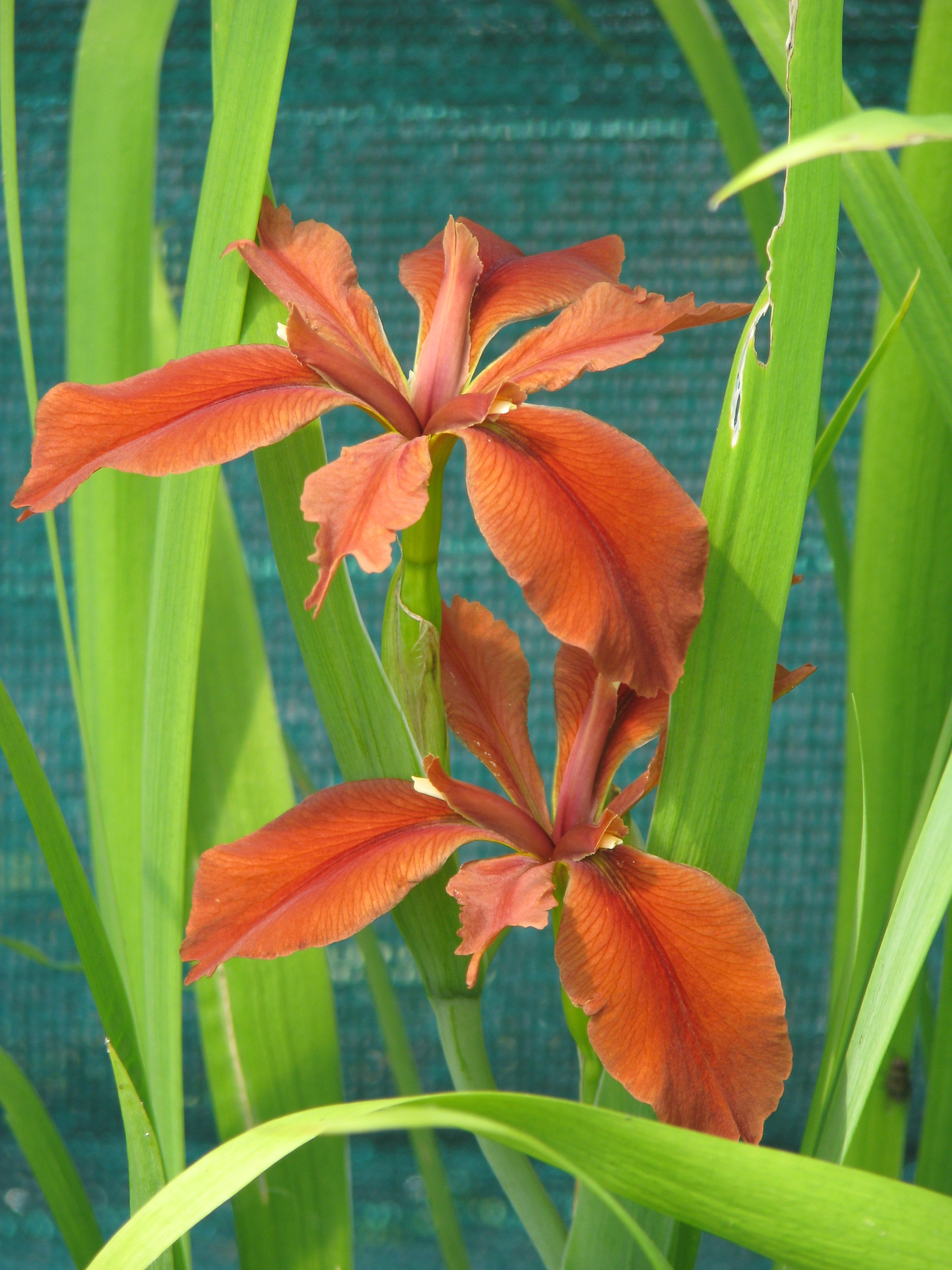
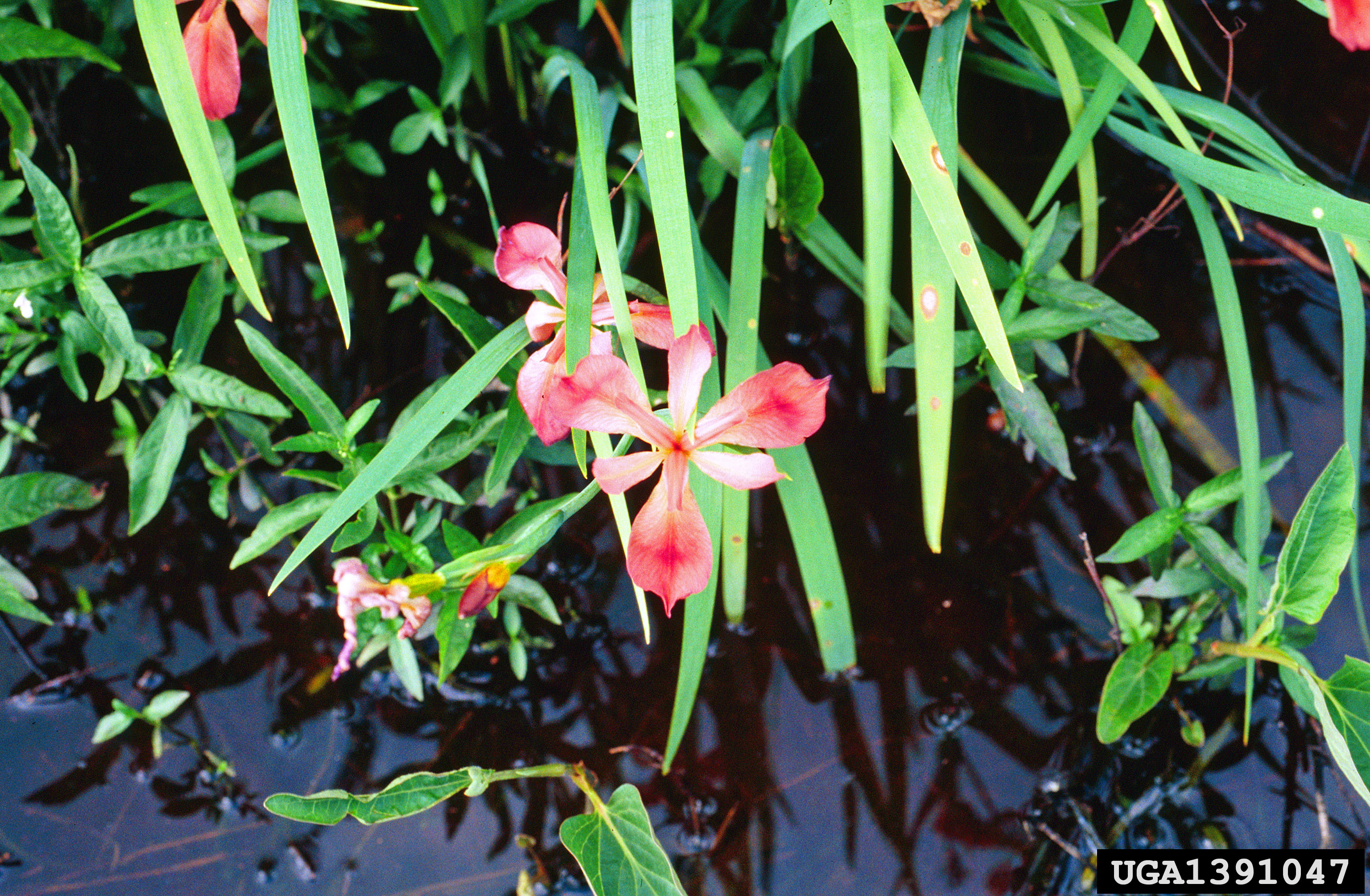